# C'est dur d'être un homme : La Libellule rouge
Série C'est dur d'être un homme
C'est dur d'être un homme : Intellectuellement vôtre
(1975) C'est dur d'être un homme : Pur est le cœur du poète
(1976)
Pour plus de détails, voir Fiche technique et Distribution.
C'est dur d'être un homme : La Libellule rouge (男はつらいよ 寅次郎夕焼け小焼け, Otoko wa tsurai yo: Torajirō yūyake koyake) est un film japonais réalisé par Yōji Yamada et sorti en 1976. C'est le 17e film de la série C'est dur d'être un homme.

## Fiche technique
- Titre : C'est dur d'être un homme : La Libellule rouge[1]
- Titre original : 男はつらいよ 寅次郎夕焼け小焼け (Otoko wa tsurai yo: Torajirō yūyake koyake?)
- Réalisation : Yōji Yamada
- Scénario : Yōji Yamada et Yoshitaka Asama
- Photographie : Tetsuo Takaha (ja)
- Montage : Iwao Ishii (ja)
- Musique : Naozumi Yamamoto
- Décors : Mitsuo Degawa
- Producteur : Tōru Najima
- Société de production : Shōchiku
- Pays de production :  Japon
- Langue originale : japonais
- Format : couleur — 2,35:1 — 35 mm — son mono
- Genres : comédie dramatique ; romance
- Durée : 109 minutes[2] (métrage : huit bobines - 2 988 m[2])
- Dates de sortie :
  - Japon : 24 juillet 1976[2]

## Distribution
- Kiyoshi Atsumi : Torajirō Kuruma / Tora-san
- Chieko Baishō : Sakura Suwa, sa demi-sœur
- Masami Shimojō (ja) : Ryūzō Kuruma, son oncle
- Chieko Misaki (ja) : Tsune Kuruma, sa tante
- Gin Maeda (en) : Hiroshi Suwa, le mari de Sakura
- Hayato Nakamura : Mitsuo Suwa, le fils de Sakura et de Hiroshi
- Kiwako Taichi : Botan
- Jūkichi Uno : le peintre Seikan Ikenouchi
- Haruko Tōgō (ja) : sa femme
- Yoshiko Okada : Shino, son ancienne amante
- Akira Kume (ja) : le maire de Tatsuno
- Senri Sakurai (ja) : le directeur de l'agence de voyage
- Akira Terao : un employé de l'agence de voyage
- Rumi Sakakibara (ja) : servante chez Ikenouchi
- Asao Sano (ja) : Kito
- Hideji Ōtaki : le propriétaire de la librairie Taigado
- Hisao Dazai (ja) : Umetarō Katsura, le voisin imprimeur
- Gajirō Satō (ja) : Genko
- Chishū Ryū : Gozen-sama, le grand prêtre

## Autour du film
La revue Kinema Junpō a classé le film à la deuxième place de son classement des dix meilleurs films japonais de l'année 1976,.

## Distinctions

### Récompenses
- 1976 : Hōchi Film Award de la meilleure actrice dans un second rôle pour Kiwako Taichi[5]
- 1977 : prix Kinema Junpō de la meilleure actrice dans un second rôle pour Kiwako Taichi[3],[4]